# Marjorie Lawrence
Marjorie Florence Lawrence CBE(C) (Deans Marsh, 17 de fevereiro de 1907 – Little Rock, 13 de janeiro de 1979) foi uma soprano da Austrália, notável como intérprete das óperas  de Richard Wagner. Ela foi a primeira soprano a apresentar a cena da imolação no fim de Götterdämmerung de fato cavalgando, assim como originalmente ambicionado por Wagner. Sofrendo poliomielite a partir de 1941, sua autobiografia foi filmada em 1955 como Interrupted Melody. Em 1946, ganhou a cruz da Legião de Honra por seu trabalho na França; em 1976, foi apontada à Ordem do Império Britânico (civil) pelo Governo da Austrália.